# Günther Blumentritt
Günther Blumentritt (10 de febrer de 1892 - 12 d'octubre de 1967) va ser un militar alemany, oficial durant la Primera Guerra Mundial, que va esdevenir un oficial d'Estat Major a la República de Weimar i va passar a exercir de general a l'Alemanya nazi durant la Segona Guerra Mundial. Va servir durant tota la guerra, sobretot al front occidental, i sobretot com a oficial d'estat major, tot i que finalment se li va donar el seu propi cos i va ser promogut fins a general der infanterie. Blumentritt va ser fonamental per planificar la invasió alemanya de Polònia de 1939 i la invasió de França del 1940, va participar en l'operació Barbarossa i després van assumir una gran part de la responsabilitat de planificar la defensa del Mur Atlàntic i de Normandia. Després de la guerra, Blumentritt va donar una declaració jurada als judicis de Nuremberg, tot i que mai va testificar en persona, i després va ajudar en el rearmament d'Alemanya durant la Guerra Freda i en el desenvolupament de l'exèrcit alemany modern.

## Família i personatge
Nascut a Múnic, Günther Alois Friedrich Blumentritt era fill de Günther Blumentritt (nascut el 23 de juny de 1859), urbanista i conseller privat a Múnic i Lina Rückart (nascuda el 24 de març de 1868). El 1920 es casà amb Mathilde Schollmeyer i, posteriorment, va tenir dos fills amb ella; van romandre casats 47 anys, fins a la seva mort el 1967. Blumentritt va ser descrit com el contrari en moltes maneres del seu etern comandant Gerd von Rundstedt: bavarès i catòlic, mentre que von Rundstedt era prussià i protestant, baix i bru mentre que Rundstedt era alt i pàl·lid. Blumentritt era afable, amable i xerraire, capaç de tenir una gran diplomàcia i, en termes militars, orientat al detall, tot el que el va convertir en un excel·lent oficial d'estat major, així com un bon complement a Rundstedt.

## Inicis de la carrera militar
Es va incorporar a l'Exèrcit Imperial Alemany el 1911, a temps de veure l'acció a la Primera Guerra Mundial, entrant al 3r Regiment d'infanteria de Turíngia núm. 71. com a Fahnenjunker. El 1912 va assistir a la Danzig Kriegsakademie (Acadèmia de guerra) i poc després va ser ascendit a leutnant (tinent). Durant la guerra, va servir principalment al front oriental a Prússia, després d'un breu contacte amb els francesos i belgues a Namur a l'agost de 1914. L'agost de 1918, va resultar ferit en acció i va rebre la insígnia de ferits en negre. Al final de la guerra era un oberleutnant. El 20 de febrer de 1919 va rebre el comandament del seu primer regiment.
Les experiències de Blumentritt al Front Oriental a la Primera Guerra Mundial li van proporcionar un gran respecte pels soldats russos. Va mantenir aquest respecte durant tota la seva carrera i va lamentar que molts dels seus companys oficials, amb menys experiència a l'est, no el compartissin. Va dir dels russos, «... en defensa, l'Exèrcit Imperial rus era tossut i tenaç, i eren mestres en la construcció de posicions defensives amb gran rapidesa. El soldat rus va demostrar una gran habilitat en les operacions nocturnes i en la lluita forestal, i preferia el combat mà a mà. Les seves necessitats físiques eren lleus i la seva capacitat de plantar cara als càstigs inquebrantables realment sorprenents.»
Més tard, durant el període d'entreguerres Blumentritt va servir com a comandant de companyia en el 3r regiment d'infanteria de Turíngia Nº 71 a partir del 20 de febrer de 1919. Després que les restriccions militars imposades pel Tractat de Versalles entressin en vigor, va ser breument un membre dels Freikorps (organització paramilitar) formada pels veterans del 3r Turingi, abans de transferir-se a l'exèrcit regular amb el 22è Regiment de Rifles del Reichswehr l'1 d'octubre de 1919. Després va servir com a oficial d'estat major en diversos càrrecs, primer com a oficial de comandament de les operacions des de l'1 d'abril de 1926 a l'estat major de la 6a Divisió. Va ser ascendit a major el setembre de 1933, després va treballar com a professor i instructor de tàctica a la Kriegsakademie el 1935, i finalment va ser ascendit a oberst a l'octubre de 1938. Finalment va exercir com a oficial d'estat major de Wilhelm Ritter von Leeb, juntament amb el seu amic Erich von Manstein.

## Segona Guerra Mundial

### Invasions alemanyes
El 7 de maig de 1939, Blumentritt va presentar als seus superiors un pla de treball per a la invasió alemanya de Polònia. En aquest moment, va ser assignat a l'Oberkommando des Heeres (Alt Comandament de l'Exèrcit; OKH), i va formar juntament amb Manstein i el generaloberst Gerd von Rundstedt un "Estat Major" per al desenvolupament d'un pla per a la invasió. El pla que va presentar es va anomenar Fall Weiss (Paquet Blanc) i posteriorment es va posar en marxa amb poca alteració. Aleshores, el 2 de setembre de 1939, Blumentritt va ser traslladat a l'estat major del Grup d'Exèrcits del Sud (un dels dos grups de l'exèrcit alemany per dur a terme la invasió) a Silèsia a les ordres de Rundstedt. Aquesta col·laboració va iniciar la seva llarga i íntima amistat amb Rundstedt, que va durar molts anys. Blumentritt era el cap d'operacions de Rundstedt, mentre que Manstein era el cap d'estat major. La invasió es va posar en marxa, després d'alguns retards, l'1 de setembre de 1939 i el 6 d'octubre tota Polònia estava sotmesa.

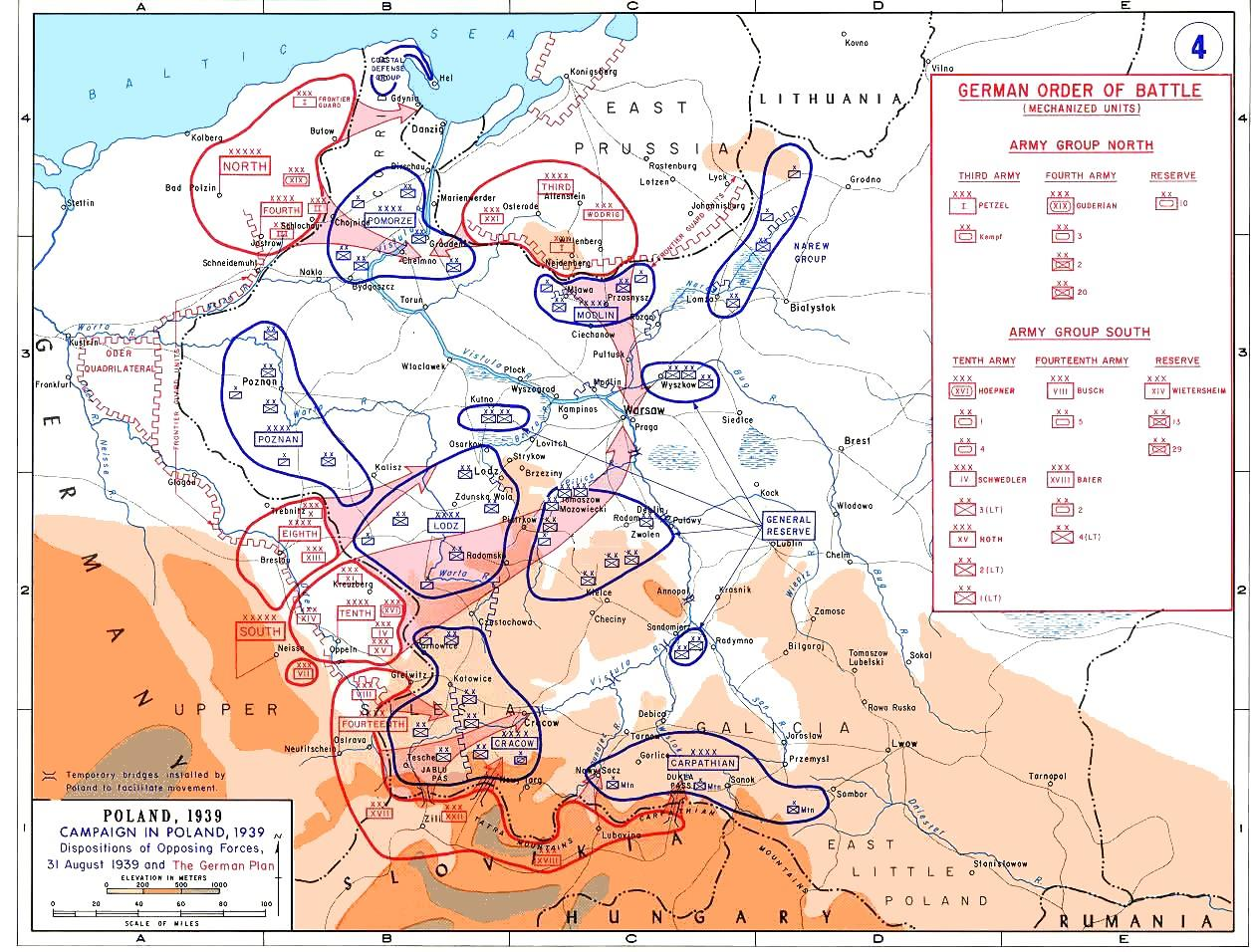
Fall Weiss.

El 1940 Blumentritt —com a oficial d'operacions del Grup d'Exèrcits A (de nou sota von Rundstedt) - va participar en la planificació (amb von Manstein i Henning von Tresckow) i en l'execució de la invasió de França. El pla que va ajudar a desenvolupar es va anomenar Sichelschnitt, i més tard es va referir com el Pla Manstein. L'èxit i la consecució de la Blitzkrieg alemanya a França i el col·lapse complet de la defensa francesa van impactar fins i tot els alemanys. No obstant això, quan l'exèrcit alemany va tancar la victòria completa, Blumentritt i Rundstedt van ignorar les ordres conflictives de l'OHH per avançar sobre la posició britànica i francesa a Dunkerque i, en canvi, va seguir l'ordre d'Adolf Hitler de detenir-se durant tres dies, per la qual cosa va permetre l'evacuació de les forces britàniques.
Immediatament després de l'ocupació alemanya de França, Rundstedt, Blumentritt i altres van rebre l'encàrrec de preparar-se per a la invasió de la Gran Bretanya. Aquest pla, donat per l'Alt Comandament, va ser designat com a operació Lleó marí. Blumentritt va ajudar amb els detalls del pla i es van dur a terme diversos exercicis per preparar-lo, però mai va creure que fos una opció seriosa, ni que Hitler pretengués dur-ho a terme. Va dir que a finals de juliol o agost «... El mariscal von Rundstedt es trobava a Berlín i Hitler li va declarar amb claredat que no tenia intenció de dur a terme Lleó marí», i més endavant, «A finals de setembre era clar que la invasió d'Anglaterra estava deixada de costat».
El 1941 Blumentritt, sota el general Günther von Kluge, fou convertit en cap de l'Estat Major del 4t. Armee i promogut a general. Malgrat la seva oposició inicial, després va participar en la planificació i operació de la invasió alemanya de la Unió Soviètica. El 18 d'abril de 1941, Blumentritt va escriure:
| « | Potser els russos realment tenen intenció de plantar cara i lluitar contra els alemanys entre la frontera occidental i el Dnieper, un moviment que seria desitjable ... Fins i tot l'exèrcit imperial no va ser un adversari per al comandament alemany, i els comandaments russos encara tenen un desavantatge més gran. Les mancances de les files mitjanes són encara majors ... Els efectes de les armes alemanyes, el prestigi de les quals ha augmentat amb la campanya contra Iugoslàvia, ben aviat es notarà! Hi haurà catorze dies de lluita intensa. Tant de bo, en aquell moment, ho hagim aconseguit. | » |

En una altra nota, Blumentritt va escriure:
| « | A la guerra i al valor interior de l'oponent rus, la massa avorrida tenia dos tipus d'idees: el tsar i Déu. Avui, no hi són. El bolxevisme ha ocupat el seu lloc. Considero que és una debilitat ja que mai no vaig creure que aquesta idea signifiqués res per a la majoria del poble rus. Per això no crec que el bolxevisme es deixi veure amb la gent. Aviat seran indiferents i fatalistes. | » |

El comandament de Blumentritt formava part del Grup d'Exèrcits Centre, que va patir baixes massives i el 4t Exèrcit només va escapar de l'embolcall i l'aniquilació per part dels russos fora de Moscou. Després del fracàs final de l'operació Barbarossa el gener de 1942, Blumentritt va tornar a Alemanya com a Intendent en Cap de l'OKH. Al cap de l'any va recomanar personalment als seus superiors que els alemanys es retiressin de Stalingrad, rebent el suport del cap de gabinet OKH, el general Franz Halder, en aquesta recomanació, però Hitler va rebutjar la idea de qualsevol retirada.

### Normandia i el complot de juliol
El setembre de 1942, Blumentritt va ser cap d'Estat Major de Rundstedt, comandant general de les forces alemanyes a l'oest (OB West). En aquest càrrec, va ser responsable de bona part de la planificació per defensar França contra la invasió aliada, i el 1943 va enviar una nota a l'OKH per expressar la seva preocupació per l'esgotament de les forces alemanyes desplegades al llarg del mur Atlàntic, ja que el front Oriental continuava sent una sagnia de recursos de l'Oest. Durant la invasió de Normandia el 1944, ell i el seu comandant van ser sorpresos per la ubicació dels desembarcaments a la península de Cherbourg, afirmant que «"la disposició es descriuria més veritablement com a "protecció de la costa" més que no pas com a" defensa"! Mentre que no anticipàvem que cap desembarcament fos fet al costat oest de la península de Cherbourg, aquell sector estava molt lleugerament defensat — fins i tot hi posarem unitats russes.»
Rundstedt va ser rellevat del seu comandament per Hitler el 2 de juliol de 1944, després de suggerir que Alemanya havia de rendir-se, i va ser substituït com a OB West per Kluge. Blumentritt va exercir com a cap d'estat major de Kluge durant l'ofensiva anglo-canadenca contra Caen i els combats a la bossa de Falaise. Tanmateix, al juliol de 1944, Blumentritt es va veure implicat, juntament amb Kluge, en el complot de juliol de 1944 per matar Hitler; la trama va fallar, amb la qual cosa va resultar l'arrest de molts oficials de l'exèrcit. El mateix Blumentritt va ser retirat de la seva posició (i Kluge es va suïcidar el 17 d'agost), però va sobreviure a la purga perquè Hitler no el va creure culpable, i, de fet, després li va concedir la creu de cavaller de la creu de ferro pels seus serveis.
A més, Blumentritt va actuar com una mena d'ambaixador entre les Schutzstaffel i l'Exèrcit a França després de l'intent de cop d'estat. Més de 1.000 oficials de la SS, inclòs el cap de les SS a França, Carl Oberg, i el cap del Servei de Seguretat SS de París, Helmut Knochen, van ser arrestats pel comandant militar alemany a França, Carl-Heinrich von Stülpnagel, que era còmplice de la trama. Això va suposar un problema per a l'Exèrcit quan es va revelar que Hitler encara estava viu i al seu càrrec. Després d'una reunió a París, Blumentritt va poder establir un acord amb Oberg i Knochen per la qual es van mantenir relacions entre l'Exèrcit i les SS, i mai no es va descobrir la participació de molts conspiradors a París.

### Comandament de combat i rendició alemanya
Poc després de l'agitació associada a l'intent d'assassinat, Blumentritt va tornar a la seva posició de Cap d'Estat Major de l'OB West, primer sota el Generalfeldmarshall Walter Model, i després de nou a Rundstedt quan va ser restaurat al comandament. Ara bé, va exercir com a comandant de camp en lloc d'oficial d'estat major, ja que havia estat retirat del seu lloc com a cap d'estat major i se li havia donat un comandament de combat i després de ser enviat al LXXXVI Armeekorps i al LVII Panzerkorps, va ser posat com a líder del "Grup de Cos Blumentritt" format pel XII SS Armeekorps (integrat per la 176. Infantrie de l'oberst Landau i la 183. Volksgrenadier del General Lange).
Sota Model i després amb el restaurat Rundstedt, l'exèrcit alemany va retrocedir, defensant la Línea Sigfrid. Blumentritt i el seu comandament portaven la responsabilitat de gairebé 35 km del front al nord-oest de Loverich (ara part de Baesweiler) a través de Geilenkirchen fins al riu Mosa. Després de la victòria aliada al sud a la batalla de les Ardenes, van dirigir la seva atenció cap al nord cap a la posició de Blumentritt. Posteriorment, ell i el XII SS Korps van fracassar en el seu intent de retenir la sortida del Triangle del Rur durant l'operació britànica Blackcock.
El 29 de gener de 1945 (no gaire després del col·lapse del Triangle del Rur), Blumentritt va ser nomenat comandant del 25è Armee als Països Baixos, i de totes les unitats de combat terrestres del país, no només de l'exèrcit, sinó també de la marina i de la força aèria van ser reunides sota aquest exèrcit. L'exèrcit tenia l'encàrrec de mantenir Holanda com a “fortalesa” en totes les circumstàncies. Blumentritt va presentar la seva valoració a Rundstedt que les forces aliades, després de l'intent fallit de girar al nord a través d'Arnhem, obviaria Holanda i creuaria el Rin més al sud (predicció precisa), tallant així les forces a Holanda. No obstant això, Hitler es va negar a evacuar el país i, per tant, les forces alemanyes a Holanda van caure més tard en mans aliades sense una batalla important. Va ser també durant aquest temps que Blumentritt va afegir les Fulles de roure (Eichenlaub) a la Creu de cavaller de la creu de ferro. Va ser la 741a persona que va rebre aquest premi.
Més tard, els alemanys van ser empesos fins al Ruhr i, després de la guerra, Blumentritt no va estar d'acord amb l'estratègia dels aliats a l'oest, discutint la naturalesa precària de la posició alemanya amb la nomes una magre divisió blindada contra les dotze dels Aliats, i va declarar que el 21è Grup anglo-canadenc del Mariscal Bernard Montgomery hagués llançat un assalt blindat concentrat (com ho hauria desitjat) en lloc de lluitar en un ampli front, «Un avenç així ... hauria trencat el feble front alemany a trossos i hagués acabat la guerra l'hivern de 1944».
El 27 de març de 1945, Blumentritt va assumir breument el comandament del cada cop més desmoralitzat 1er Exèrcit paracaigudista i, a partir del 8 d'abril, va comandar el "grup de l'exèrcit Blumentritt": una col·lecció ad-hoc d'unitats esgotades al riu Weser des de Hameln al mar Bàltic: fins al final de la guerra. Va tenir l'encàrrec de retardar l'avanç anglo-canadenc al nord d'Alemanya i va intentar mantenir els ports del mar Bàltic el màxim temps possible perquè els refugiats alemanys poguessin escapar de l'avanç rus a l'est. El 2 de maig, després de la mort de Hitler el 30 d'abril, Blumentritt va ordenar als seus homes que no resistissin més als Aliats i que es retrocedissin gradualment. A principis de maig Blumentritt va actuar com a primer emissari al general Montgomery per la rendició de les forces alemanyes al nord-oest.

## Després de la guerra
Després de la capitulació el 5 de maig, Blumentritt i el seu comandament van cooperar en la desmobilització, sota ordres del 2n exèrcit britànic, i la presa de presoners no va tenir lloc fins a l'1 de juny. Va ser capturat a Schleswig-Holstein i va ser reclòs en un campament de presoners de guerra britànic l'1 de desembre, va ser interrogat pel Tribunal Militar Internacional per als judicis de Nuremberg el 1946, i després va ser traslladat un camp estatunidenc, on va romandre des del 6 de novembre de 1947 fins a l'1 de gener de 1948. Durant aquest temps, va assistir a la divisió històrica dels Estats Units a Alemanya.
A principis dels anys cinquanta, va ser actiu en el desenvolupament del nou exèrcit del Bundeswehr, tot i que aquest rearmament va ser un moviment controvertit entre la població civil d'Alemanya, que sentia que havien estat víctimes de la Segona Guerra Mundial.
Va col·laborar com a assessor militar per a la pel·lícula de 1962, The Longest Day, en la qual va ser retratat per l'actor Curd Jürgens.
Va morir el 12 d'octubre de 1967 a Múnic.
Va publicar diversos llibres:
- Von Rundstedt, el soldat i l'home , 1952
- Deutsches Soldatentum im europäischen Rahmen ("Soldat alemany en un context europeu "), 1952
- Strategie und Taktik : ein Beitrag zur Geschichte des Wehrwesens vom Altertum bis zur Gegenwart ("Estratègia i tàctica: una contribució a la història de la defensa des de l'antiguitat fins a l'actualitat"), 1960
- Schlacht um Moskau. Erinnerungen über die Heeresgruppe Mitte ("Batalla de Moscou. Records del Grup de l'Exèrcit del Centre "). (In: Seymour Freiden & William Richardson (editors): The Fatal Decisions. New York, 1958.)

## Dates de promoció
Fahnenjunker-Unteroffizier  (20 de setembre de 1911);
  Fähnrich (27 de gener de 1912) ;
 Leutnant (19 de novembre de 1912);
  Oberleutnant (22 de març de 1918);
 Hauptman (1 d'abril de 1926);
 Major (1 de setembre de 1933);
 Oberstleutnant (1 d'abril de 1936);
 Oberst (1 d'octubre de 1938);
 Generalmajor (16 de gener de 1942);
 Generalleutnant (1 de desembre de 1942);
 General der Infanterie (1 d'abril de 1944);

## Condecoracions
Creu de Ferro 1914 de 2a Classe (29 de setembre de 1914)
 Creu de Ferro 1914 de 1a Classe (18 de març de 1916)
 Creu d'Honor de 3a classe de Schwarzburg amb espases (3 de gener de 1915)
 Creu de Cavaller del Reial Orde Prussià de Hohenzollern amb espases (7 de juliol de 1918)
 Insígnia de Ferits 1918 en Negre (agost de 1918)
 Creu d'Honor dels Combatents del Front
 Medalla del Llarg Servei a la Wehrmacht de I i IV classe
 Barra de 1939 a la Creu de Ferro 1914 de 2a Classe (19 de setembre de 1939)
 Barra de 1939 a la Creu de Ferro 1914 de 1a Classe (29 de setembre de 1939)
 Creu alemanya en or (26 de gener de 1942) (com Oberst im Generalstab (a l'estat major) d'AOK 4)
 Medalla de la Campanya d'Hivern a l'Est 1941/42 (7 d'agost de 1942)
 Creu de Cavaller de la Creu de Ferro amb Fulles de Roure:
 Creu de Cavaller: (13 de setembre de 1944) (com a general der infanterie i cap de l'estat major del Heeresgruppe D
 Fulles de Roure: (18 de febrer de 1945) (741è) (com a general der Infanterie i comandant en funcions del 25è Exèrcit)
 Comanador de l'orde del Mèrit de la República Federal Alemanya